# 朝明郡
- 令制国一覧 > 東海道 > 伊勢国 > 朝明郡
- 日本 > 近畿地方 > 三重県 > 朝明郡

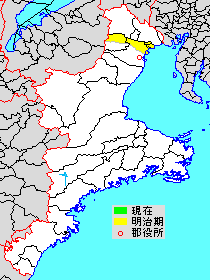
三重県朝明郡の範囲

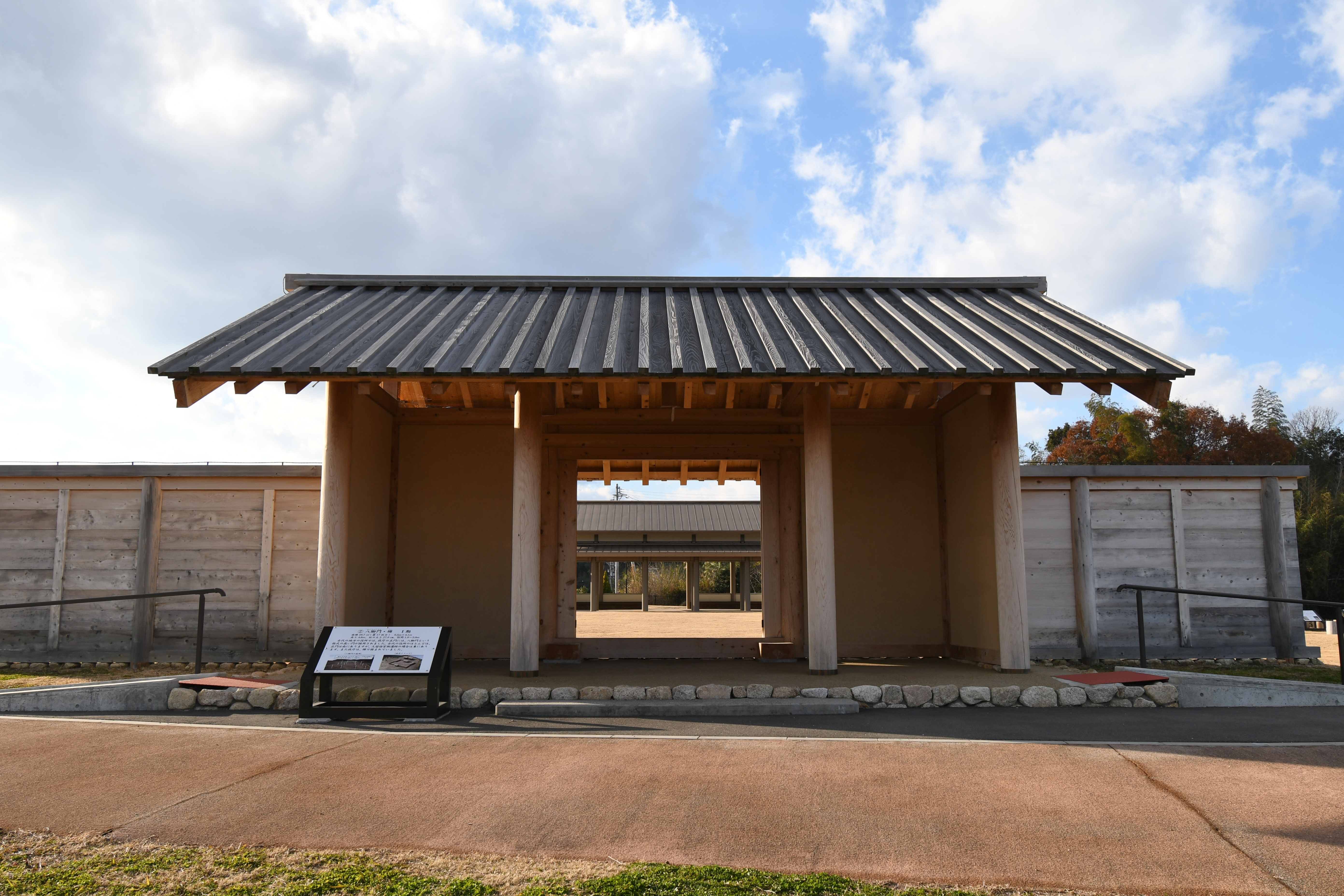
推定朝明郡衙跡の久留倍官衙遺跡
（四日市市大矢知町）

朝明郡（あさけぐん）は、三重県（伊勢国）にあった郡。

## 郡域
1879年（明治12年）に行政区画として発足した当時の郡域は、下記の区域にあたる。
- 四日市市の一部（概ね羽津、富士町、城山町、羽津山町、山手町、緑丘町、垂坂町、垂坂新町、中村町、萱生町、あかつき台、山城町、札場町、小牧町、中野町以北）
- 三重郡川越町・朝日町の全域
- 三重郡菰野町の一部（永井・竹成・小島・田口・田口新田・田光・杉谷・切畑・榊・根の平）

## 歴史

### 近世以降の沿革
- 「旧高旧領取調帳」に記載されている明治初年時点での支配は以下の通り。（60村）

| 知行 | 知行       | 村数 | 村名 |
| ---- | ---------- | ---- | --- |
| 藩領 | 伊勢桑名藩 | 25村 | 東富田村、富田一色村、松原村、高松村、豊田村、松寺村、蒔田村、西富田村、北村、茂福村、八幡村、羽津村、豊広新田、吉沢村、葭野新田、柿村、小向村、縄生村、当新田、北福崎村、亀須新田、亀尾新田、亀崎新田、南福崎村、豊田一色村、天ヶ須賀村                                                       |
| 藩領 | 武蔵忍藩   | 35村 | 別名村、垂坂村、鵤村、下之宮村、大矢知村、広永新田、平津村、萱生村、中村、中里村、西大鐘村、東大鐘村、千代田村、伊坂村、山村、広永村、埋縄村、川北村、永井村、竹成村、馬場村、中脇村、杉谷村、田光村、切畑村、田口村、田口新田、小島村、西村、市場村、中野村、小牧村、札場新田、山城村、北山村 |

- 慶応4年1月22日（1868年2月15日） - 戊辰戦争により桑名城が開城し、桑名藩領が名古屋藩取締地となる。
- 明治2年8月10日（1869年9月15日） - 桑名藩が減封のうえ再興。本郡内の領地は安堵。
- 明治4年
  - 7月14日（1871年8月29日） - 廃藩置県により、藩領が桑名県、忍県の管轄となる。
  - 11月22日（1872年1月2日） - 第1次府県統合により、全域が安濃津県の管轄となる。
- 明治5年3月17日（1872年4月24日） - 安濃津県が改称して三重県となる。
- 明治8年（1875年）（58村）
  - 馬場村・中脇村が合併して榊村となる。
  - 葭野新田が高松村に合併。
- 明治12年（1879年）2月5日 - 郡区町村編制法の三重県での施行により、行政区画としての朝明郡が発足。「三重朝明郡役所」が三重郡四日市町に設置され、同郡とともに管轄。
- 明治20年（1887年） - 北村が茂福村に合併。（57村）

### 町村制以降の沿革

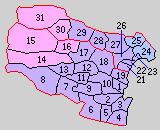
21.羽津村 22.富田村 23.富洲原村 24.川越村 25.朝日村 26.大矢知村 27.八郷村 28.下野村 29.保々村 30.竹永村 31.朝上村（紫：四日市市 桃：三重郡菰野町 青：合併なし 1 - 19は三重郡）

- 明治22年（1889年）4月1日 - 町村制の施行により、以下の各村が発足。特記以外は現・四日市市。（11村）
  - 羽津村[5] ← 八幡村、羽津村、吉沢村、別名村、鵤村
  - 富田村 ← 東富田村、茂福村
  - 富洲原村 ← 富田一色村、松原村、天ヶ須賀村
  - 川越村 ← 豊田一色村、南福崎村、亀崎新田、亀尾新田、亀須新田、当新田［大部分］、北福崎村、高松村、豊田村、縄生村［一部］（現・三重郡川越町）
  - 朝日村 ← 縄生村［大部分］、小向村、柿村、埋縄村、当新田［一部］（現・三重郡朝日町）
  - 大矢知村 ← 垂坂村、西富田村、蒔田村、松寺村、大矢知村［枝郷山添を除く］、下之宮村、川北村
  - 八郷村 ← 平津村、広永村、山村、伊坂村、千代田村、中村、萱生村、広永新田、大矢知村［枝郷山添[6]］
  - 下野村 ← 東大鐘村、西大鐘村、北山村、中里村、山城村、札場新田
  - 保々村 ← 中野村、小牧村、市場村、西村
  - 竹永村 ← 永井村、竹成村（現・三重郡菰野町）
  - 朝上村 ← 小島村、田口村、田口新田、田光村、杉谷村、切畑村、榊村（現・三重郡菰野町）
- 明治29年（1896年）4月1日 - 郡制の施行のため、三重郡・朝明郡の区域をもって、改めて三重郡が発足。同日朝明郡廃止。

## 行政
三重・朝明郡長
| 代 | 氏名       | 就任年月日                 | 退任年月日                | 備考                           |
| -- | ---------- | -------------------------- | ------------------------- | ------------------------------ |
| 1  | 伊東祐賢   | 明治12年（1879年）5月5日   |                           |                                |
| 2  | 西久保紀林 | 明治17年（1884年）1月15日  |                           |                                |
| 3  | 酒井礼一   | 明治17年（1884年）12月22日 | 明治29年（1896年）3月31日 | 三重郡との合併により朝明郡廃止 |